# 斯坦尼斯瓦夫·米科瓦伊奇克
斯坦尼斯瓦夫·米科瓦伊奇克（波蘭語：Stanisław Mikołajczyk，發音：[staˈɲiswav mikɔˈwajt͡ʂɨk] ⓘ；1901年7月28日—1966年12月13日），波兰政治人物，第二次世界大战期间流亡英国的波兰流亡政府总理，战后任副总理。

## 生平
米科瓦伊奇克的家族来自波兰西部的波兹南，19世纪是德意志帝国的一部分，称为波森省。他出生在德国西部的威斯特法利亚，父母是矿区工人，十岁时随父母返回波兹南。
十几岁的时候他在甜菜炼油厂工作，参加了波兰爱国组织。他18岁时波兰恢复独立，1920年他加入了波兰军队，并参加了波苏战争。他在华沙附近作战受伤之后回到波兹南继承他父亲的农场。
在1920年代，米科瓦伊奇克加入人民党，1929年当选为众议院议员。1935年，他成为人民党的执行委员会副主席，1937年他成为主席。
1939年9月德国入侵波兰后，米科瓦伊奇克参与了华沙的防御，战败之后他逃到匈牙利，不久被捕入狱，但很快就逃出，通过南斯拉夫和意大利到了巴黎。11月底前到法国后，他立即被邀请加入波兰流亡政府，担任波兰全国委员会副主席。1941年流亡政府迁往伦敦，他被任命为内政部长，成为瓦迪斯瓦夫·西科尔斯基总理的副手。
1943年7月西科尔斯基在飞机失事中丧生后，米科瓦伊奇克被任命为新流亡政府总理。1945年苏军进入波兰，爱德华·奥索布卡-莫拉夫斯基成为民族团结临时政府总理，米科瓦伊奇克在6月27日返回波兰后，参加了共产党控制的临时政府，共产党领导人瓦迪斯瓦夫·哥穆尔卡任第一副总理，米科瓦伊奇克任第二副总理兼农业和土地改革部长。
在波茨坦会议中，米科瓦伊奇克试图维护自由的波兰，虽得到同意但未被重视。他所领导的人民党是惟一有组织的非共产主义反对党。从1946年到1948年，军事法庭判处32477人，其中多数的民主党派成员被判为“反国家罪”。当1947年1月大选中，很多人民党的竞选活动被禁止，共产党操纵的选举预示斯大林派将接管政权。选举产生的394个席位被共产党获得，人民党得到28个席位，人民党对选举结果表示严重怀疑和不满，米科拉伊奇克立即从政府辞职以示抗议。4月米科拉伊奇克面临被捕，只好逃往英国，温斯顿·丘吉尔看到他后，说:“我很惊讶你能活着出来”。但在伦敦的波兰流亡政府认为他与共产党合作，是叛徒。他又转赴美国。1966年去世。2000年6月，他的遗体返回安葬在波兰。著有《苏维埃统治的模式》（1948年）。

## 著作
- Stanisław Mikołajczyk: The Rape of Poland: The Pattern of Soviet Aggression. Sampson Low, Martson & Co.,LTD., London 1948. Whittlesey House, McGraw-Hill Book Company, New York, 1948  （页面存档备份，存于）
- Andrzej Paczkowski: Stanislaw Mikołajczyk, czyli kleska realisty. Agencja Omnipress, Warszawa 1991, ISBN 83-85028-82-X
- Roman Buczek: Stanislaw Mikołajczyk. Century Publ. Co., Toronto 1996
- Janusz Gmitruk: Stanislaw Mikołajczyk: trudny powrót. Muzeum Historii Polskiego Ruchu Ludowego, Warszawa 2002, ISBN 83-87838-59-4

### 延伸阅读
- Ferenc Nagy: The Struggle Behind the Iron Curtain. Translated by S. K. Swift. Macmillan, New York, 1948.
- Jan Karski: Story of a Secret State. Houghton Mifflin Company, Boston 1944.